# Pastinaca pyrenaica
Pastinaca pyrenaica är en flockblommig växtart som beskrevs av Calest. Pastinaca pyrenaica ingår i släktet palsternackor, och familjen flockblommiga växter. Inga underarter finns listade i Catalogue of Life.